# Hachis sur toast
Le hachis sur toast est un aliment qui consiste en de la viande hachée cuite sur une tranche de pain grillé. La viande hachée est généralement assaisonnée avec de l'ail, des oignons et de la sauce Worcestershire,.
En 2017, le site web américain Eater a décrit le plat comme « presque essentiellement britannique ». La variante de la recette typique a été signalée comme étant du hachis sur du pain frit dans du saindoux de bœuf et garni de cresson. Le critique gastronomique et musicien britannique Jay Rayner a décrit le hachis sur toast comme une « monstruosité, ». Après ce qui a été signalé comme étant une « flambée gastronomique internationale », il a été décrit comme résolu comme un « plat à base de kiwi emblématique ». Naturalisé kiwi (nom que se donnent les Néo-Zélandais), Robin McCoubrey est devenu un champion international du hachis sur toast, le décrivant comme « une façon tout simplement merveilleuse de commencer votre matin ».